# ジャックフロスト (テレビドラマ)
『ジャックフロスト』は、毎日放送の「ドラマシャワー」枠にて、2023年2月17日（16日深夜）から3月31日（30日深夜）放送されたテレビドラマ。主演は本田響矢と鈴木康介。
ドラマシャワー枠初のオリジナル作品であり、KADOKAWAのBLドラマレーベル・トゥンクとのコラボ第6弾となる。
冬の東京を舞台に、別れ話の直後に事故で恋人と付き合っていた記憶だけを失った律と、彼の恋人・郁哉の切なくもどかしい「両片思い」が描かれる。
タイトルの「ジャックフロスト」は、イングランドのおとぎ話に出て来る霜の妖精。悪戯好きで、寒さを運ぶと言われている。

## キャスト

### 主要人物
奥沢律（おくさわ りつ）〈26〉
演 - 本田響矢
イラストレーター。天然で明るい性格。事故で郁哉と付き合っていた記憶だけを失ってしまう。
池上郁哉（いけがみ ふみや）〈26〉
演 - 鈴木康介
文具メーカーの営業マン。健気な性格で、周囲からはしっかり者と思われている。
律のルームメイト。二人の気まずくなった関係をやり直そうと懸命になる。
奥沢柊路（おくさわ しゅうじ）〈17〉
演 - 森愁斗
律の弟。兄を心配しながらも思ったことをはっきりと言う性格。
律と郁哉の間を取り持とうとするが、2人を少し面白がっている面もある。
宮坂智子（みやさか ともこ）〈29〉
演 - 祷キララ
律と郁哉の部屋の隣人。帽子職人。
梶谷圭吾（かじや けいご）〈27〉
演 - 松本怜生
律の元彼。出版社勤務。

### ゲスト

#### 第1話
江田栞
演 - 星野奈緒（第4話）
喫茶店の店員。律や郁哉と親しい。
たまちゃん
演 - 彩雪（第2話、第4話）
喫茶店の店員。
医師
演 - 中村公隆（第2話）
律が事故で救急搬送された病院の医師。
女の子たち
演 - 武田直華、武田愛弓、笠間結、道上芳果
ろう石で道に絵を描いていた女の子たち。律が話しかけて一緒に絵を描き始める。

## スタッフ
- 原案 - 窓霜
- 脚本 - 安川有果、高橋名月、船曳真珠
- 監督 - 安川有果、高橋名月
- 音楽 - 坂東邑真
- オープニング主題歌 - Anonymouz「夜行性」（SME Records）[4]
- エンディング主題歌 - miwa「Love me」（Sony Music Records）[9]
- プロデューサー - 大杉真美、上浦侑奈、若山佑介
- 製作者 - 堀内大示
- 企画 - 遠藤徹哉
- 制作プロダクション - ヒューマックスシネマ
- 協力プロダクション - NeedyGreedy
- 製作 - 「ジャックフロスト」製作委員会、毎日放送

## 放送日程
| 話数   | 放送日   | 放送日       | 脚本               | 監督     |
| 話数   | 毎日放送 | テレビ神奈川 | 脚本               | 監督     |
| ------ | -------- | ------------ | ------------------ | -------- |
| 第1話  | 2月17日  | 2月17日      | 安川有果、船曳真珠 | 安川有果 |
| 第2話  | 2月24日  | 2月24日      | 安川有果、船曳真珠 | 安川有果 |
| 第3話  | 3月03日  | 3月03日      | 高橋名月           | 高橋名月 |
| 第4話  | 3月10日  | 3月10日      | 高橋名月           | 高橋名月 |
| 第5話  | 3月17日  | 3月17日      | 安川有果、船曳真珠 | 安川有果 |
| 最終話 | 3月31日  | 3月31日      | 安川有果、船曳真珠 | 安川有果 |

## 放送局
| 放送期間                | 放送時間                     | 放送局       | 対象地域   | 備考           |
| ----------------------- | ---------------------------- | ------------ | ---------- | -------------- |
| 2023年2月17日 - 3月31日 | 金曜 1:00 - 1:30（木曜深夜） | テレビ神奈川 | 神奈川県   | 29分先行放送。 |
|                         | 金曜 1:29 - 1:59（木曜深夜） | 毎日放送     | 近畿広域圏 | 製作局         |
| 2023年2月22日 - 4月5日  | 水曜 0:30 - 1:00（火曜深夜） | 群馬テレビ   | 群馬県     |                |
| 2023年2月23日 - 4月6日  | 木曜 1:00 - 1:30（水曜深夜） | とちぎテレビ | 栃木県     |                |
|                         | 木曜 23:00 - 23:30           | テレビ埼玉   | 埼玉県     |                |
|                         |                              | 千葉テレビ   | 千葉県     |                |

## ネット配信
| 配信開始月 | 配信サイト    | 配信料金     | 備考       |
| ---------- | ------------- | ------------ | ---------- |
| 2023年2月  | TVer          | 広告付き無料 | 見逃し配信 |
| 2023年2月  | MBS動画イズム | 広告付き無料 | 見逃し配信 |
| 2023年2月  | GYAO!         | 広告付き無料 | 見逃し配信 |
| 2023年2月  | Hulu          | 定額制有料   |            |
| 2023年2月  | Paravi        | 定額制有料   |            |